# Droogmansia mildbraedii
Droogmansia mildbraedii är en ärtväxtart som beskrevs av Anton Karl Schindler. Droogmansia mildbraedii ingår i släktet Droogmansia och familjen ärtväxter. Inga underarter finns listade i Catalogue of Life.